# دونالی بیلی
دانالی بیلی (زاده ۱۷ ژانویه ۱۹۸۳) یک هنرپیشه انگلیسی است که به خاطر بازی در نقش میشل کوریگان در سریال پزشکان بی‌بی‌سی شهرت دارد. او برای بازی در نقش میشل، دو نامزدی جایزه بهترین بازیگر زن را برای جایزه صابون بریتانیا دریافت کرد. از سال ۲۰۱۵، او نقش جس هیوود را در سریال تلویزیونی آی‌تی‌وی خیابان کورونیشن بازی کرده است.
بیلی در بالسال هیث، بیرمنگام، در ۱۷ ژانویه ۱۹۸۳ به دنیا آمد اولین بازیگری حرفه ای بیلی در سال ۱۹۹۶ با حضور او در قسمتی از میدان خطر انجام شد. او همچنین در چهارراه و شهر هالبی ظاهر شد.